# Sainte-Catherine (Rhône)
Sainte-Catherine település Franciaországban, Rhône megyében. Lakosainak száma 981 fő (2022. január 1.). Sainte-Catherine Saint-André-la-Côte, Saint-Romain-en-Jarez, Larajasse, Riverie, Saint-Martin-en-Haut és Chabanière községekkel határos.

## Népesség
A település népessége az elmúlt években az alábbi módon változott:
| Lakosok száma | 950  | 996  | 1008 | 980  | 986  | 991  | 997  | 992  | 981  |
|               | 2013 | 2015 | 2016 | 2017 | 2018 | 2019 | 2020 | 2021 | 2022 |